# 金特里維爾 (密蘇里州道格拉斯縣)
金特里維爾（英語：Gentryville）是位於美國密蘇里州道格拉斯縣的非建制地區。

## 地理
金特里維爾所處的海拔為高於海平面339米（即1112英呎），而該地所採用的時區為UTC-6，即北美中部時區（CST）。同時該地設有夏令時間，為UTC-6調快一小時，即UTC-5（CDT）。